# Wülfrath
Wülfrath est une ville de Rhénanie-du-Nord-Westphalie (Allemagne) située dans l'arrondissement de Mettmann et le district de Düsseldorf, au sud d'Essen.

## Politique

### Conseil communal
| Conseil communal (36 sièges)                                      | Conseil communal (36 sièges) | Conseil communal (36 sièges) | Conseil communal (36 sièges) | Conseil communal (36 sièges) |
| ----------------------------------------------------------------- | ---------------------------- | ---------------------------- | ---------------------------- | ---------------------------- |
| Parti                                                             | 1999                         | sièges                       | 2004                         | sièges                       |
| Union chrétienne-démocrate d'Allemagne (CDU)                      | 44,9 %                       | 16                           | 39,4 %                       | 14                           |
| Parti social-démocrate d'Allemagne (SPD)                          | 32,4 %                       | 12                           | 27,1 %                       | 10                           |
| Demokratische Linke Wülfrath (DLW)                                | 10,9 %                       | 4                            | 16,8 %                       | 6                            |
| Alliance 90 / Les Verts/Wülfrather Wählergemeinschaft (Grüne/WWG) | 6,5 %                        | 2                            | 9,1 %                        | 3                            |
| Parti libéral-démocrate (FDP)                                     | 5,3 %                        | 2                            | 7,5 %                        | 3                            |

### Jumelages
Wülfrath est jumelée avec :
- Ware, Angleterre, depuis 1971
- Bondues, France, depuis 2003

## Économie
L'entreprise PUKY a son siège social à Wülfrath.

## Patrimoine
- Monument de l'empereur Guillaume, dont le buste est sculpté par Rudolf Schweinitz (1890)

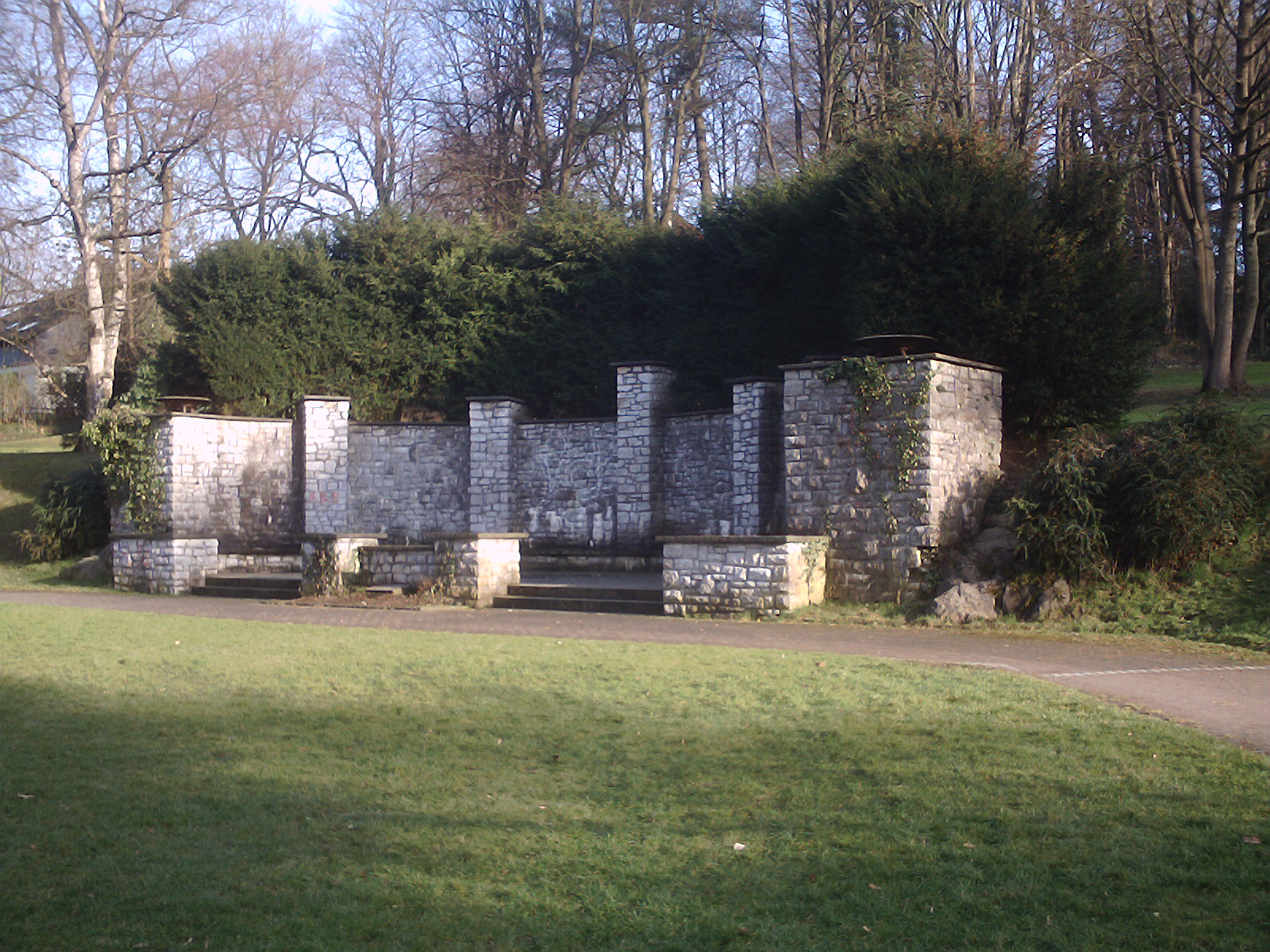
Le grand monument aux morts
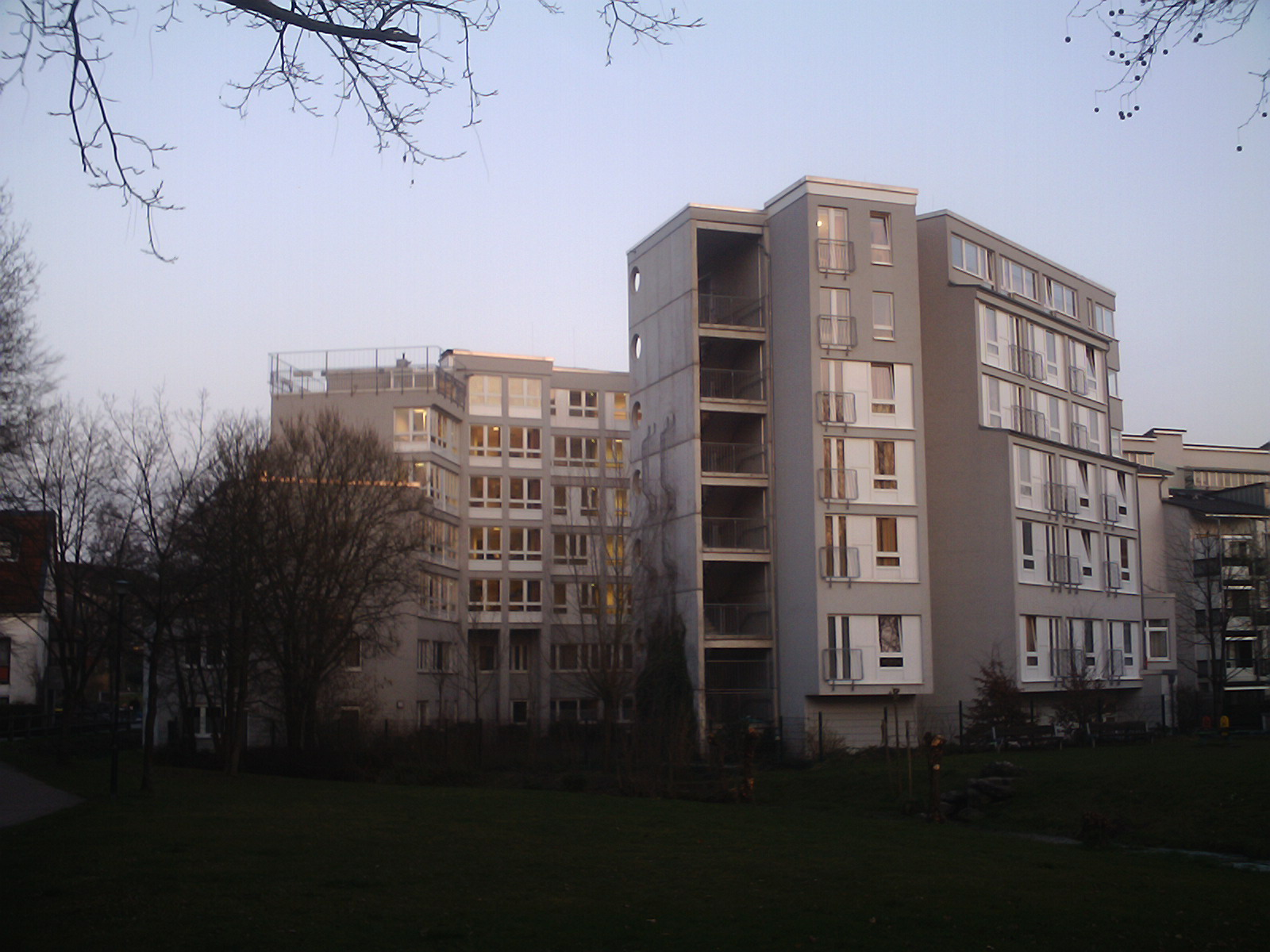
La maison de retraite de Wülfrath
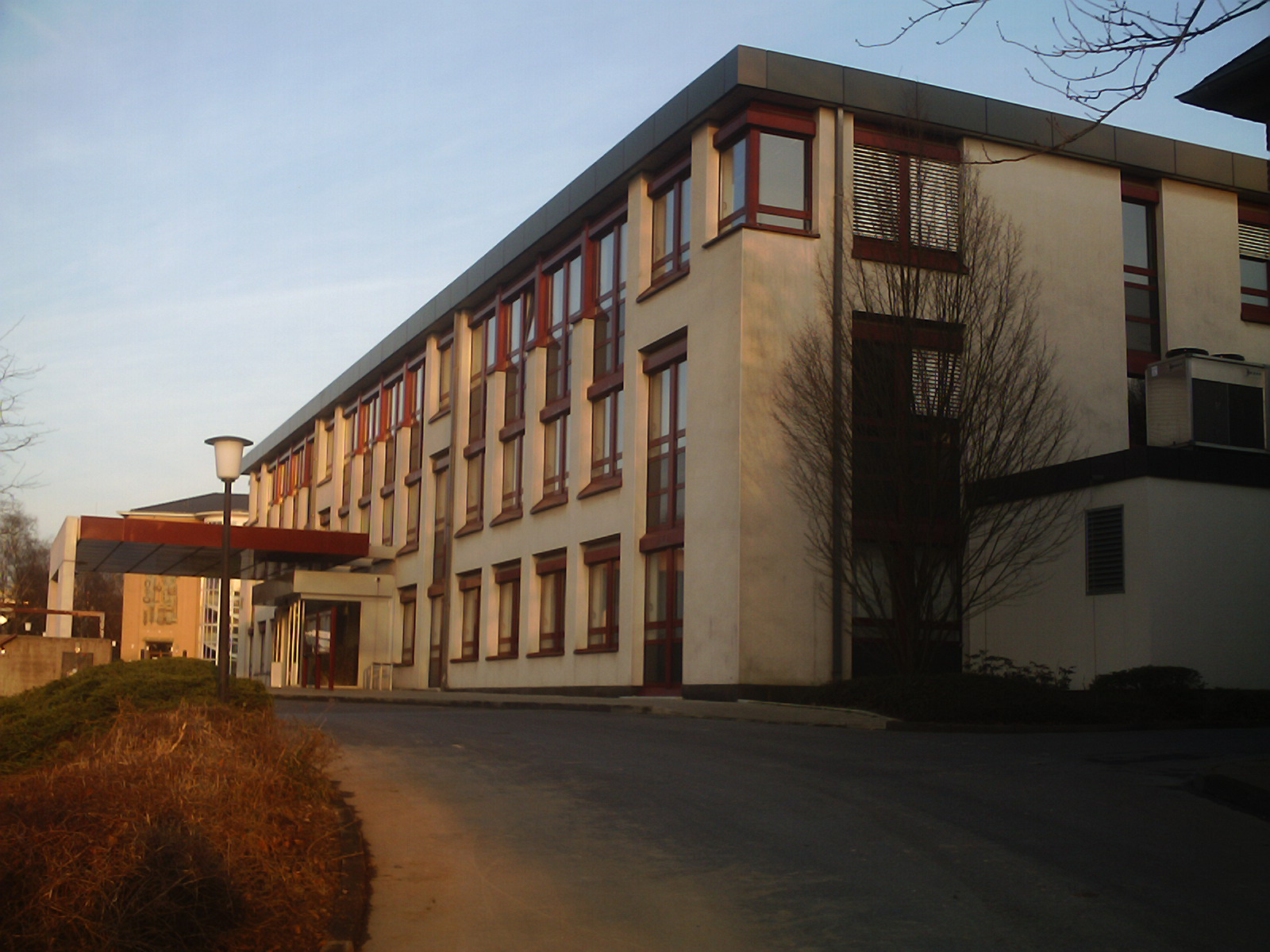
La nouvelle mairie
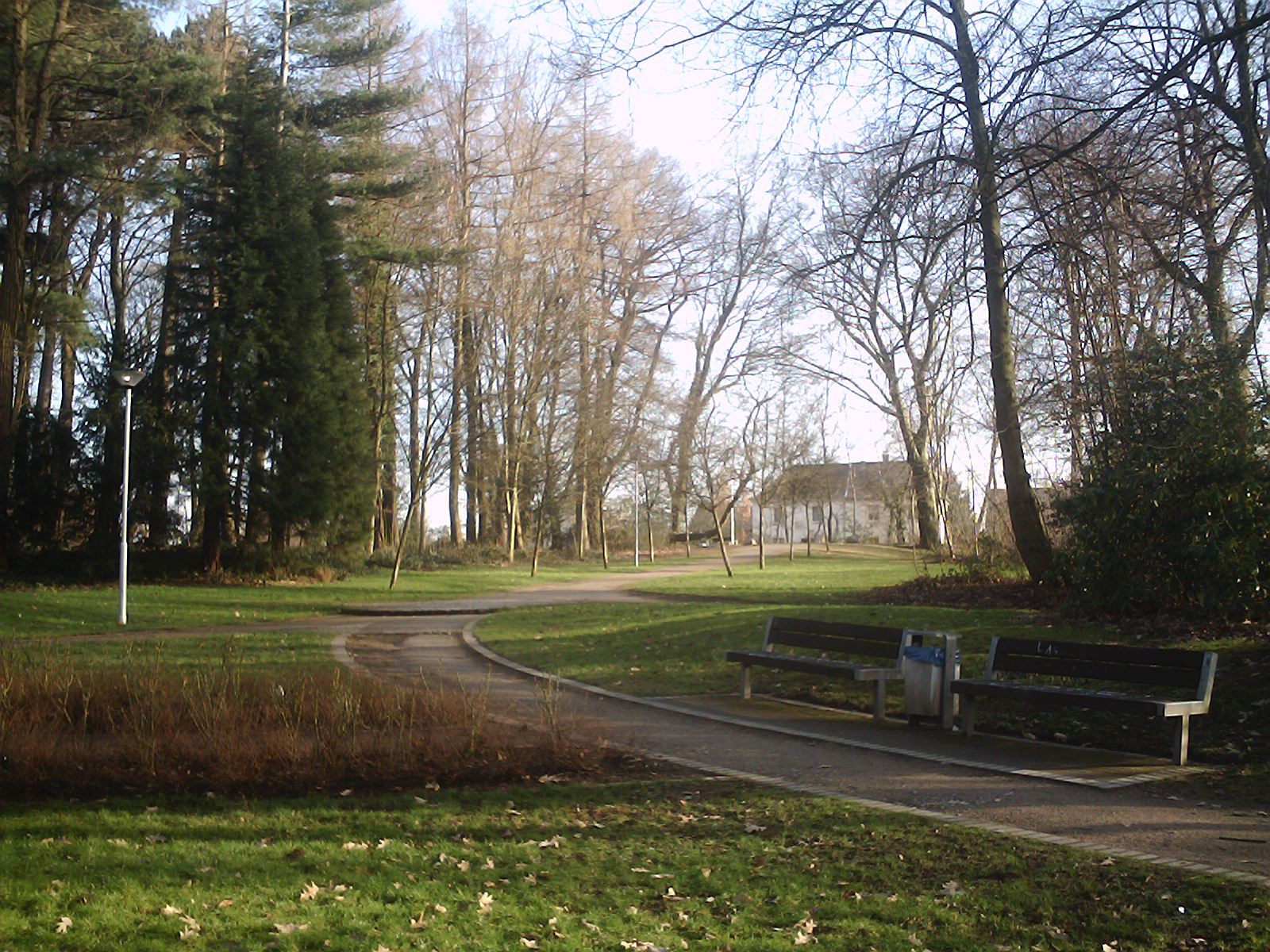
Le parc
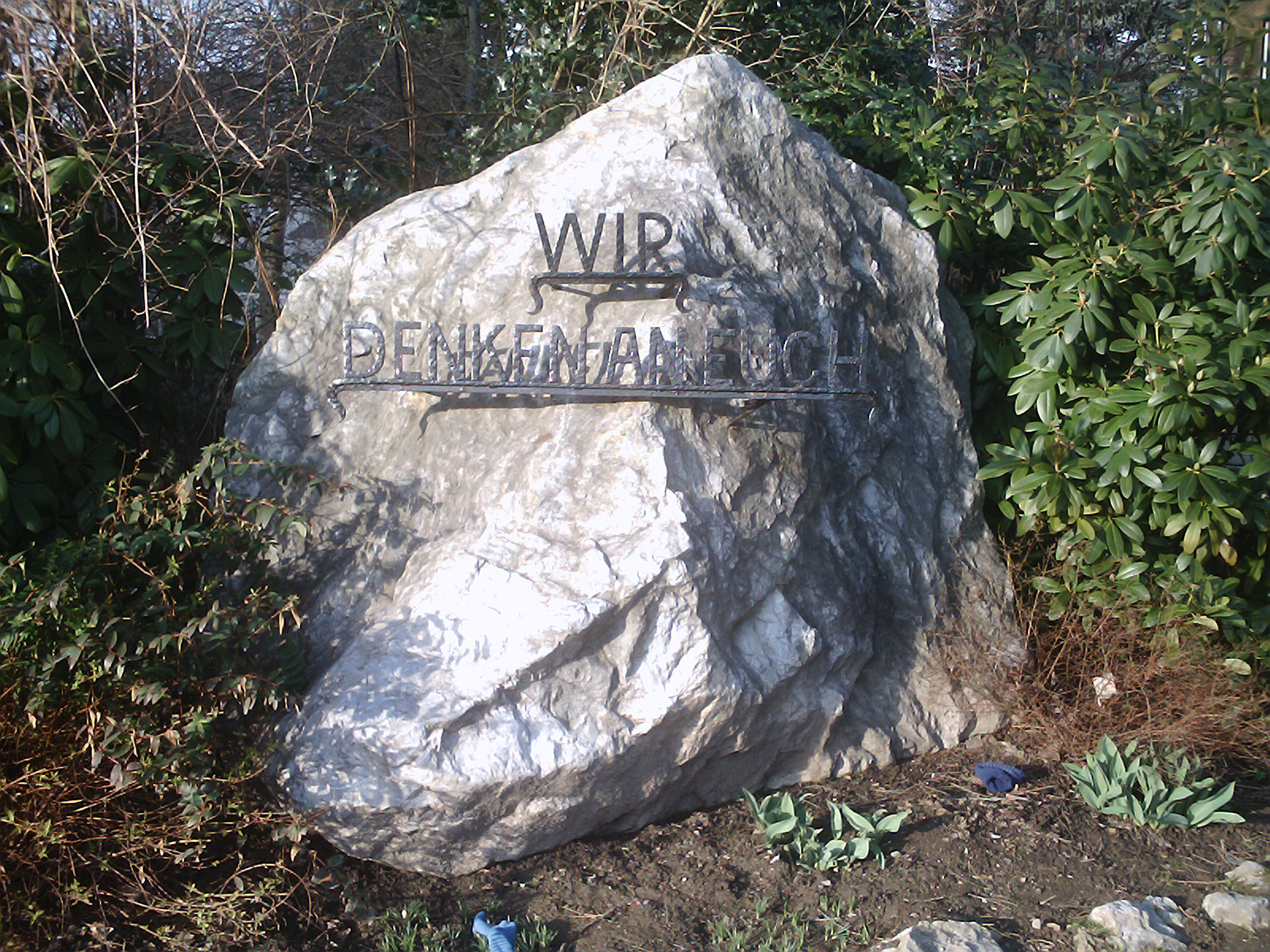
Le petit monument aux morts

## Sources
- Article en langue allemande de Wikipedia